# Viktor Pressentin von Rautter
Viktor Pressentin von Rautter (ur. 8 maja 1896, zm. 31 maja 1918) – niemiecki as myśliwski z czasów I wojny światowej z 15 potwierdzonymi zwycięstwami powietrznymi. Dowódca Jagdstaffel 4.
Służbę w wojsku rozpoczął w pułku ułanów w sierpniu 1918 roku. W sierpniu 1917 roku został przeniesiony do lotnictwa i po ukończeniu szkolenia w szkole pilotów myśliwskich 11 marca 1918 roku został skierowany do służby w eskadrze myśliwskiej Jagdstaffel 59. Po kilku dniach zostaje przeniesiony do dowodzonej przez Hansa-Georga von der Osten eskadry myśliwskiej Jagdstaffel 4 działającej wówczas w Jagdgeschwader 1. Pierwsze zwycięstwo odniósł w dniu śmierci swojego dowódcy 28 marca 1918 roku. W ciągu następnych paru tygodni Viktor von Rautter odniósł 12 zwycięstw powietrznych, a 5 maja 1918 roku został mianowany dowódcą Jagdstaffel 4. 30 maja po osiągnięciu swojego 15 zwycięstwa jego Fokker Dr.I dostał się w ogień krzyżowy samolotów francuskich. Został zestrzelony w okolicach Soissons przez pilota Daladiera ze Spa93.

## Odznaczenia
- Krzyż Żelazny I Klasy
- Krzyż Żelazny II Klasy
- pruski Złoty Krzyż Zasługi Wojskowej